# Каменець (Келецький повіт)
Каменець (пол. Kamieniec) — село в Польщі, у гміні Бодзентин Келецького повіту Свентокшиського воєводства.
Населення — 214 осіб (2011).
У 1975-1998 роках село належало до Келецького воєводства.

## Демографія
Демографічна структура на день 31 березня 2011 року:
|          | Загалом | Допрацездатний вік | Працездатний вік | Постпрацездатний вік |
| -------- | ------- | ------------------ | ---------------- | -------------------- |
| Чоловіки | 108     | 25                 | 75               | 8                    |
| Жінки    | 106     | 25                 | 51               | 30                   |
| Разом    | 214     | 50                 | 126              | 38                   |